# Tom Barnaby
Detektiv šéfinspektor Thomas Geoffrey „Tom“ Barnaby (* 20. dubna 1943) je fiktivní postava – detektiv vytvořený Caroline Grahamovou. Byl jednou z hlavních postav v seriálu ITV Vraždy v Midsomeru.
Tom Barnaby, jehož ztvárňuje John Nettles, se poprvé objevil v 1. epizodě seriálu Smrt staré dámy, naposledy v poslední epizodě 13. série Fit pro vraždu. V 6. epizodě 10. série Nevinnost sama uvedl, že se narodil 20. dubna 1943. Je ženatý s Joyce Barnabyovou, kterou hraje Jane Wymarková a se kterou má dceru Cully, kterou hraje Laura Howardová. Objevil se v 81 epizodách Vražd v Midsomeru, poté předal pozici svému bratranci Johnu Barnabymu, kterého ztvárňuje Neil Dudgeon. V každé epizodě Barnabymu pomáhá seržant. Celkem vystřídal tři seržanty – Gavina Troye (1997–2003), Daniela Scotta (2003–2005) a Benjamina Jonese (2005–2011).

## Knihy s Tomem Barnabym
- Smrt staré dámy
- Smrt darebáka
- Smrt v přestrojení
- Psáno krví
- Věrnost až za hrob
- Duch ve stroji